# رخ‌سفید جنوبی
رخ‌سفید جنوبی (نام علمی: Aphelocephala leucopsis) یک گنجشک‌سان کوچک است که در مناطق خشک در اکثر نیمه جنوبی قاره استرالیا، به استثنای تاسمانی، یافت می‌شود. این پرنده حشره‌خوار که ظاهراً شبیه سهره است، در بیشتر محدوده خود نسبتاً رایج است، با این حال، به نظر می‌رسد که جمعیت کلی در حال کاهش است.